# Batalla naval de Jutlàndia

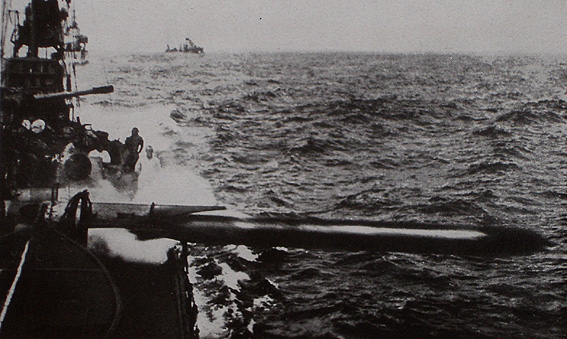
Torpediner alemany disparant torpedes

La batalla naval de Jutlàndia va ser el principal enfrontament naval mantingut entre la flota britànica i l'alemanya durant la I Guerra Mundial. L'almirall John Rushworth Jellicoe era qui comandava la Gran Flota britànica i l'almirall Reinhard Scheer la Flota alemanya. L'acció es va desenvolupar a uns 121 km de les costes daneses de Jutlàndia, a l'estret de Skagerrak, el 31 de maig i l'1 de juny de 1916.
La batalla fou l'únic enfrontament a gran escala entre cuirassats durant la I Guerra Mundial i la darrera de flotes de cuirassats. Ambdós almiralls van intentar atraure una part de la flota enemiga per destruir-la abans que pogués intervenir el cos principal.

## Ordre de batalla
|                              | Britànics | Alemanys |
| ---------------------------- | --------- | -------- |
| Cuirassats tipus Dreadnought | 28        | 16       |
| Pre-Dreadnoughts             | 0         | 6        |
| Creuers de batalla           | 9         | 5        |
| Creuers cuirassats           | 8         | 0        |
| Creuers lleugers             | 26        | 11       |
| Destructors                  | 79        | 61       |
| Porta-hidroavions            | 1         | 0        |

La Grand Fleet de l'almirall Jellioce estava partida en 2 seccions. La principal Flota de Batalla, comandada per ell mateix, formada per 24 cuirassats i 3 creuers de batalla. Els cuirassats estaven organitzats en 3 esquadres de 8 vaixells, cadascuna formada per 2 divisions de 4. Acompanyant-los hi havia 8 creuers cuirassats (classificats per la Royal Navy com a "creuers" des del 1913), 8 creuers lleugers, 4 creuers exploradors, 51 destructors i 1 destructor-minador.
La secció britànica de reconeixement, comandada per Beatty, estava formada per una flota amb 6 creuers de batalla, 4 cuirassats ràpids, 14 creuers lleugers i 27 destructors. El reconeixement aeri era proporcionat pels hidroavions transportat en un vaixell modificat per aquesta funció.
La Flota d'Alta Mar Alemanya també estava dividida en una força principal i una de reconeixement. La principal comandada per Scheer comprenia 16 creuer de batalla i 6 cuirassats Pre-dreadnought. Els suportaven 6 creuers lleugers i 31 torpediners. Franz Hipper comandava l'esquadra de reconeixement formada per 5 creuers de batalla, 5 creuers lleugers i 30 torpediners. Tot i no disposar d'avions la marina imperial alemanya disposava de dirigibles per patrullar el Mar del Nord.
Els vaixells de combat principals britànics tenien més canons i d'un calibre major que els corresponents alemanys. Així el pes de la munició capaç de disparar a l'uníson era molt major per part de la flota britànica: 150.760 kg. comparades amb 60.879 kg. La majoria del cuirassats, creuers i naus més petites estaven també equipades amb torpedes de diferents mides.
La flota de combat alemanya es trobava condicionada negativament per la baixa velocitat i poc armament dels 6 cuirassats pre-dreadnoughts de la segona esquadra. Aquests limitaven la velocitat màxima de la flota a 18 nusos, comparats amb la velocitat màxima de la flota britànica de 22 nusos. Al costat britànic, els vuit creuers blindats eren deficients tant en la velocitat com en la protecció de blindatges. Ambdós esquadrons, ja obsolets, eren molt vulnerables als atacs per part dels vaixells de guerra més avançats del bàndol contrari.